# Union Grove (Wisconsin)
Union Grove – wieś w Stanach Zjednoczonych, w stanie Wisconsin, w hrabstwie Racine.